# Gran Paradiso
Gran Paradiso egy 4000 méteres magas hegy az észak-olaszországi Piemont régióban, a Graji-alpokban a Piemont régió és az Aosta-völgy (Valle d’Aosta) között.

## Földrajz
A hegy legmagasabb csúcsa 4061 méter magas, ezzel a hetedik legmagasabb csúcs a Graji-alpokban, közel a Mont Blanc-hoz.
A Mont Blanc masszívum Franciaország és Olaszország határán van, a Gran Paradiso az egyetlen 4000 méteres hegy, mely csak olasz területen fekszik. Így a Gran Paradiso a legmagasabb olasz hegy.
A hegyet először 1860-ban mászták meg, és az egyik legkönnyebben megmászható 4000 méternél magasabb hegynek tartják az Alpokban, bár az utolsó sziklás 60 méter professzionális hegymászó tudást és gyakorlatot igényel.

## Nemzeti park
II. Viktor Emánuel olasz király alapította 1856-ban a Gran Paradiso Nemzeti Parkot. A francia oldalon a park folytatódik Vanoise Nemzeti Park néven.